# Akme
Akme (altgriechisch ἀκμή akmḗ) bedeutet „Gipfel, Höhepunkt“ sowie „Blüte“. Davon ist vermutlich durch Verballhornung die Bezeichnung Akne abgeleitet, mehr dazu unter Wortherkunft von „Akne“.
In der antiken Geschichtsschreibung wurde der Begriff für die chronologische Einordnung von Personen verwendet. Gewöhnlich war damit die Zeit um das 40. Lebensjahr gemeint, von der man annahm, dass der Mensch hier den Höhepunkt seiner Schaffenskraft erreiche. Es gibt jedoch auch Belege, in denen „Akme“ für die Jugend steht. Cassius Iatrosophista schreibt in der Spätantike: „Die Ionthoi treten im Gesicht zur Zeit der Akme auf, daher bezeichnen sie einige Laien als Akmas“ und bezieht sich dabei eindeutig auf die Akne.
Das lateinische Äquivalent dieses Fachbegriffs war floruit („er blühte“, siehe bl.; vom Verb florere „blühen“). NN floruit anno X heißt „NN blühte im Jahr X“, das bedeutet: „NN war im Jahr X (ungefähr) 40 Jahre alt“. In diesem Sinne wird der Begriff akme zur Bezeichnung des 40. Lebensjahrs in der Klassischen Altertumswissenschaft noch heute verwendet; in der Mediävistik spricht man analog vom floruit einer Person. Eine andere häufige lateinische Übersetzung von akme in antiken Quellen ist clarus habetur („er wird für berühmt gehalten“, im Sinne von: „er steht auf dem Höhepunkt seines Lebens“).